# Schneewanne

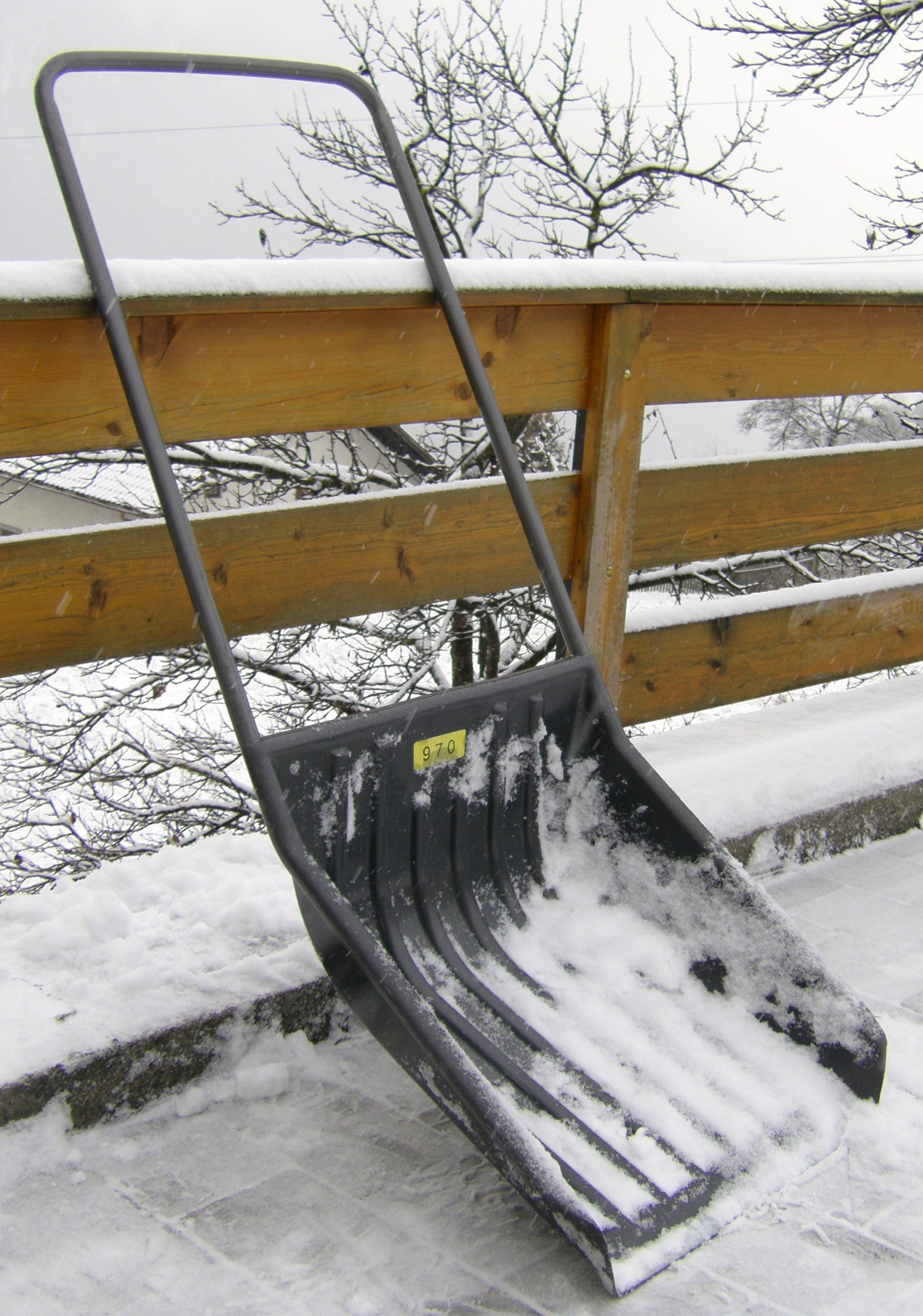
Eine Schneewanne

Eine Schneewanne oder Schneehexe ist ein Werkzeug zur manuellen Schneeräumung. Im Gegensatz zur Schneeschaufel kann  mit diesem Gerät der Räumschnee ohne schaufelweises Hochheben beiseite geschafft werden, indem dieser erst im Schieben mit abgesenkter Vorderkante aufgenommen und dann in der auf dem Untergrund gleitenden Wanne bewegt wird. Es können pro Arbeitsvorgang wesentlich größere Schneemengen als mit der Schneeschaufel oder dem Schneeschieber über weitere Strecken bewegt werden, ebenso ist die Behandlung von kompaktem oder schwerem Nassschnee weniger kräfteraubend. Voraussetzung für einen effizienten Einsatz ist jedoch eine gewisse Mindestschneemenge auf der Räumfläche, um das Gleiten auf der Wannenunterseite zu ermöglichen. 
Größere Schneewannen haben eine etwa 60 cm breite und 80 cm lange
„Schaufel“ aus (verzinktem) Stahlblech, deren leicht gewölbte Unterseite auf dem Boden aufliegt. Ein U-förmiger Führungsbügel aus Stahlrohr ist in einem Winkel von ca. 50 Grad gegen die Horizontale an der Wanne angebracht. Der Bügel wird beidhändig zum Führen der Schneewanne bedient.